# Höbenbach (Gemeinde Paudorf)
Höbenbach ist eine Ortschaft und Katastralgemeinde der Marktgemeinde Paudorf in Niederösterreich.

## Ortsgliederung
Höbenbach besteht aus dem Ort selbst, der sich in den Unterort und den Oberort gliedert, der Sandwegsiedlung und der Lage Maria Ellend im Süden, die aus mehreren Häusern und einem Gehöft besteht, in dem auch ein Gasthaus untergebracht ist. Weiters gibt es beim Ort eine Kellergasse. In Höbenbach entspringt der gleichnamige Bach.

## Geschichte

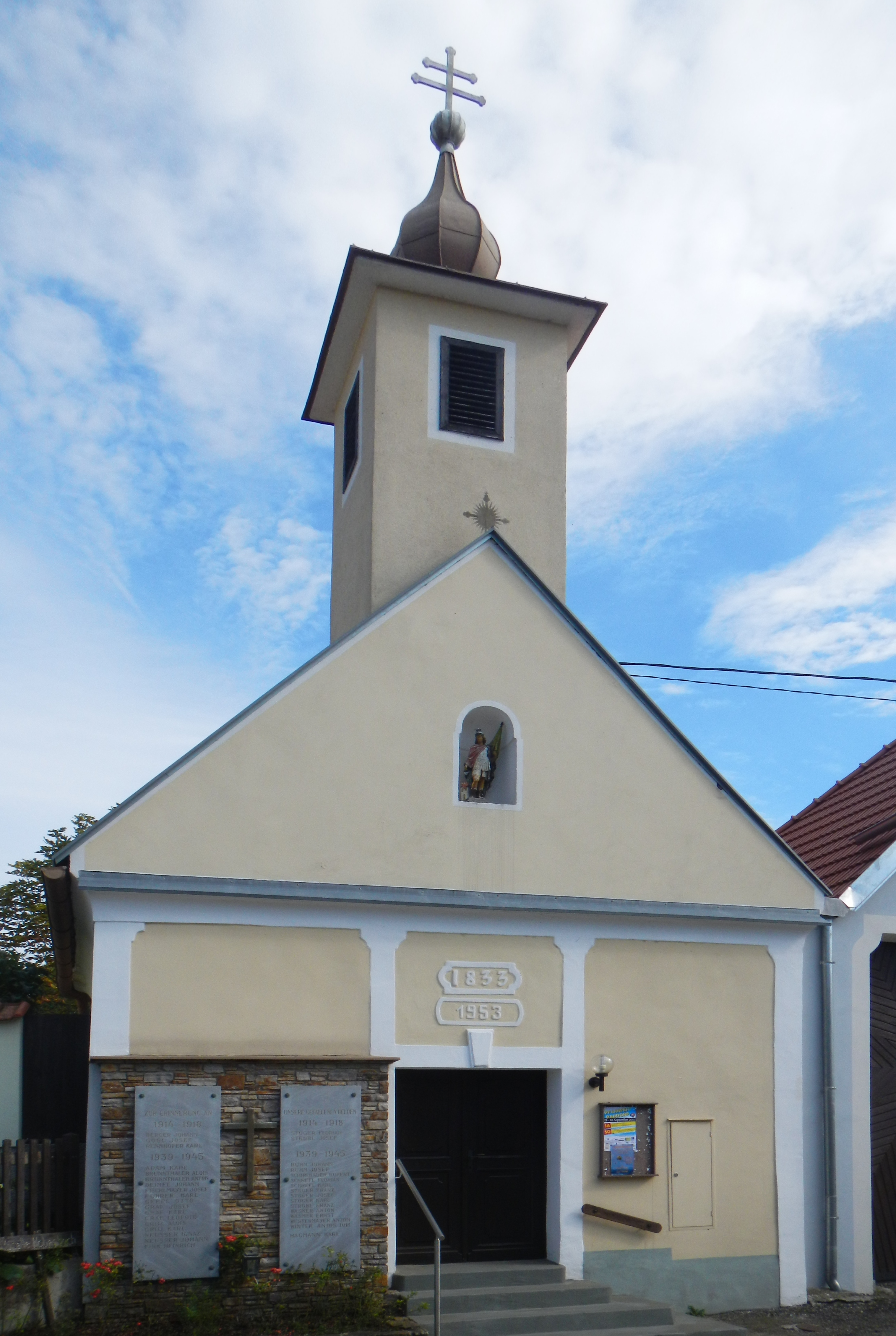
Ortskapelle St. Florian

Die erstmalige Erwähnung des Ortes erfolgte im Jahr 1050 in der Göttweiger Gründungsurkunde als Horinginpach. In dieser Zeit stand im Ort bereits ein großer Wirtschaftshof des Stifts, um den einige Häuser gruppiert waren. Der Wirtschaftshof wurde um 1195 in fünf Zinslehen unterteilt und damit aufgelassen. Zwischen 1096 und 1475 existierte gemäß historischer Aufzeichnung im Bereich der heutigen Theyerner Straße einen Ort namens Witzleinsdorf, der mit Höbenbach zusammengewachsen ist. Im Jahr 1743 vernichtete ein verheerender Brand 36 Häuser und die Kapelle, die 1747 wieder instand gesetzt wurde, nach einem neuerlichen Großbrand aber im Jahr 183 schließlich komplett neu errichtet wurde. Die Kapelle ist dem hl. Florian geweiht, dem Schutzpatron vor Feuer.
Im Jahr 1822 wurde der Ort als Dorf mit 44 Häusern genannt, das zum Stift Göttweig eingepfarrt war, wohin auch die Kinder eingeschult wurden. Die Herrschaft Göttweig besaß die Ortsobrigkeit, übte die Landgerichtsbarkeit aus, besorgte die Konskription und hatte die Grundherrschaft inne.
Die 1903 eröffnete Volksschule war bis zur Gemeindezusammenlegung im Jahr 1974 in Betrieb. Heute besuchen die Schüler die Volksschule in Paudorf.
Laut Adressbuch von Österreich waren im Jahr 1938 in der Ortsgemeinde Höbenbach ein Bäcker, ein Gastwirt, drei Gemischtwarenhändler, ein Maurermeister, ein Schmied, ein Schuster, ein Wagner und einige Landwirte ansässig.
Auf der Kuppe zwischen Höbenbach und Kuffern befindet sich das Gasthaus Zur schönen Aussicht und daneben die 1895 errichtete Kapelle Maria Ellend. Im Jahr 1945 bildete die Kammlinie drei Wochen lang die Front, bevor am 8. Mai 1945 der Zweite Weltkrieg beendet wurde.
Zum 1. Jänner 1971 erfolgte die Eingliederung der Gemeinden Höbenbach, Krustetten und Tiefenfucha als Katastralgemeinden in die Gemeinde Paudorf.

## Sehenswürdigkeiten
- Skulpturenweg der Marktgemeinde Paudorf, ein mit Skulpturen von Hans Herman Bischof ausgestalteter Weg in die Kellergasse.